# Iglesia de San Pedro (Leiden)

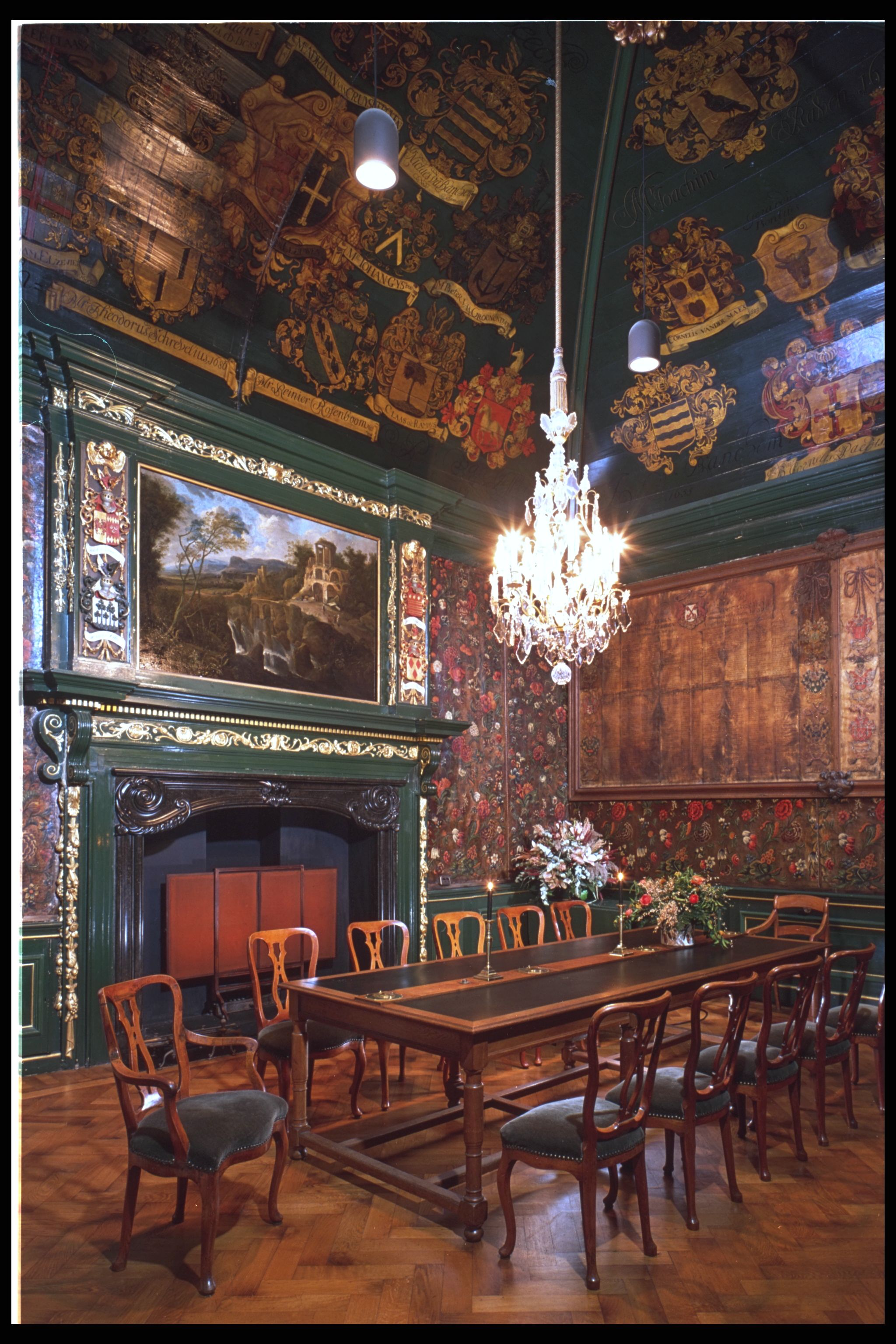
Church Trustees room.

La iglesia de San Pedro o Pieterskerk es una iglesia de estilo gótico tardío en Leiden dedicada a san Pedro. Es  más conocida hoy en día como la iglesia de los Padres Peregrinos donde fue enterrado John Robinson.

## Historia
Hacia 1100 en el mismo lugar había una capilla condal de los condes de Holanda, luego reconstruida en 1121. La construcción del edificio actual tomó aproximadamente 180 años, a partir de 1390. Muchos dignatarios famosos de Leiden están enterrados aquí, como el pintor Jan Steen y el profesor Herman Boerhaave. Las hermosas vidrieras ya sufrieron un duro golpe durante la Beeldenstorm, pero fueron destruidas por completo un par de siglos más tarde, en la explosión de pólvora de 12 de enero de 1807. Las ventanas fueron entonces cerradas con tablas, y hasta 1880 no se llevóo a cabo una gran restauración.
La iglesia Pieterskerk tuvo una gran torre, la Westtoren (torre oeste) a partir de 1290 en adelante. Fue apodada «Coningh der Zee» (rey del mar), y se terminó en etapas, hasta alcanzar los 110 metros (incluyendo los 35 metros de altura de la aguja de madera). Se derrumbó en la noche del 5 de marzo de 1512. La torre no fue restaurada y la iglesia permaneció sin ella.
El edificio fue desacralizado en 1971 y desde 1975 está gestionado por una fundación y es alquilado para una amplia variedad de eventos. Desde el año 2001, con una financiación del gobierno del 50%, se inició un proyecto de restauración a largo plazo que duró hasta el 2010. Los descubrimientos hechos durante esa restauración, y otras anteriores, están en exposición permanente en la iglesia. Aunque las ventanas se han perdido, las diversos tumbas monumentales de destacados escultores de Leiden aún se pueden ver. El edificio está abierto al público.
En 2007 en Pieterskerk tuvo lugar un conocido concierto del grupo coral Libera retransmitido por televisión.

Planos de la iglesia
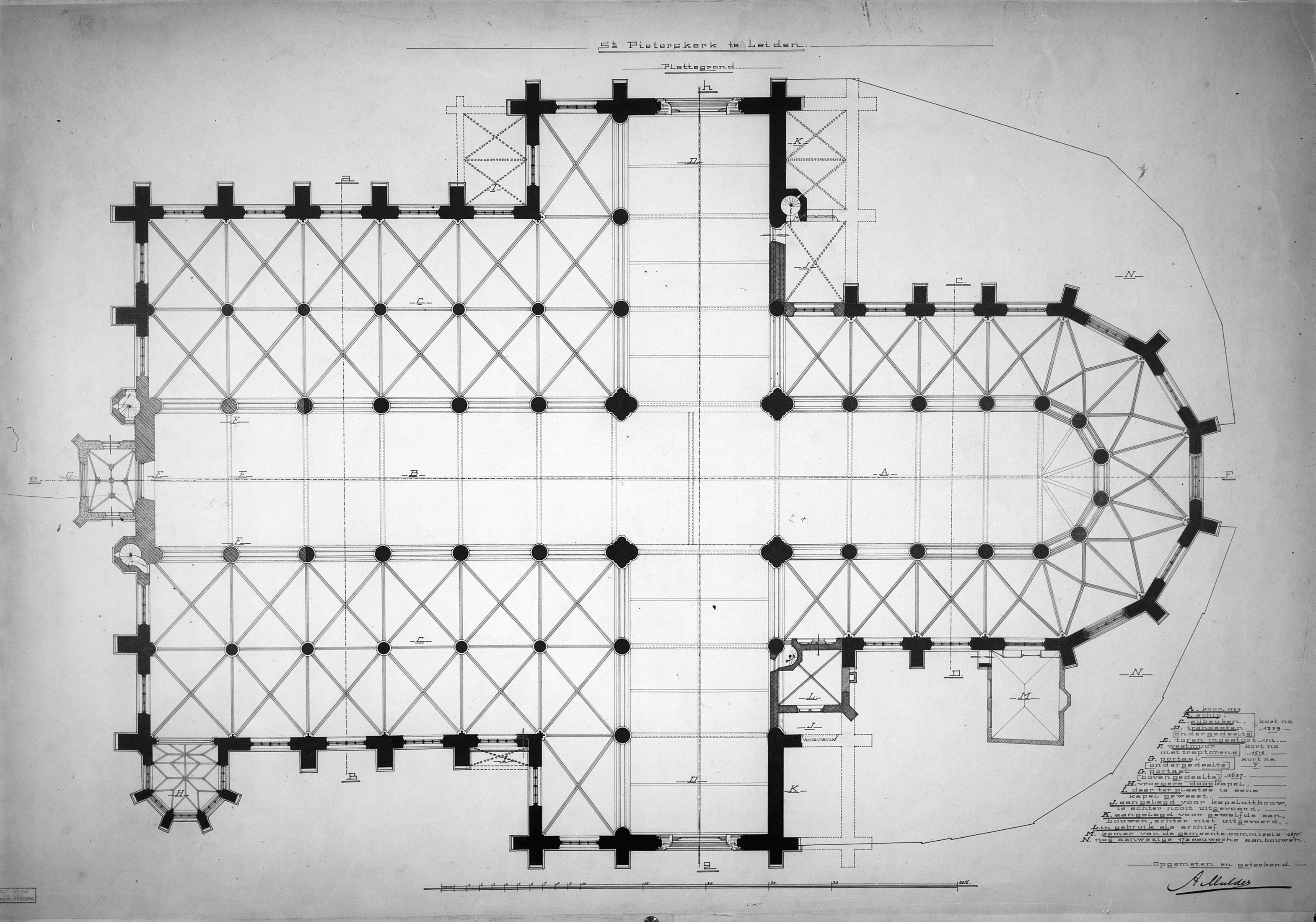
Planta de Mulder, 1932
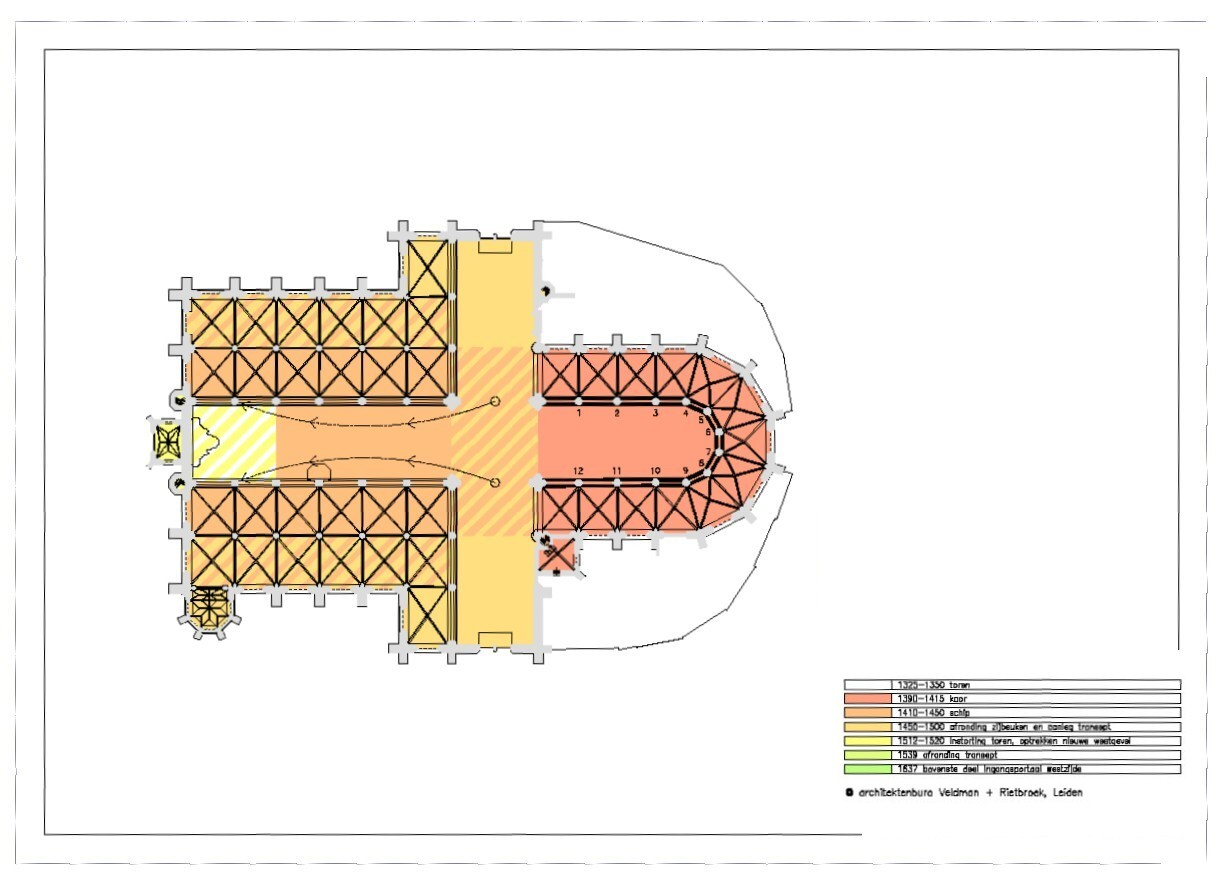
Fases de construcción de la Pieterskerk (planta)
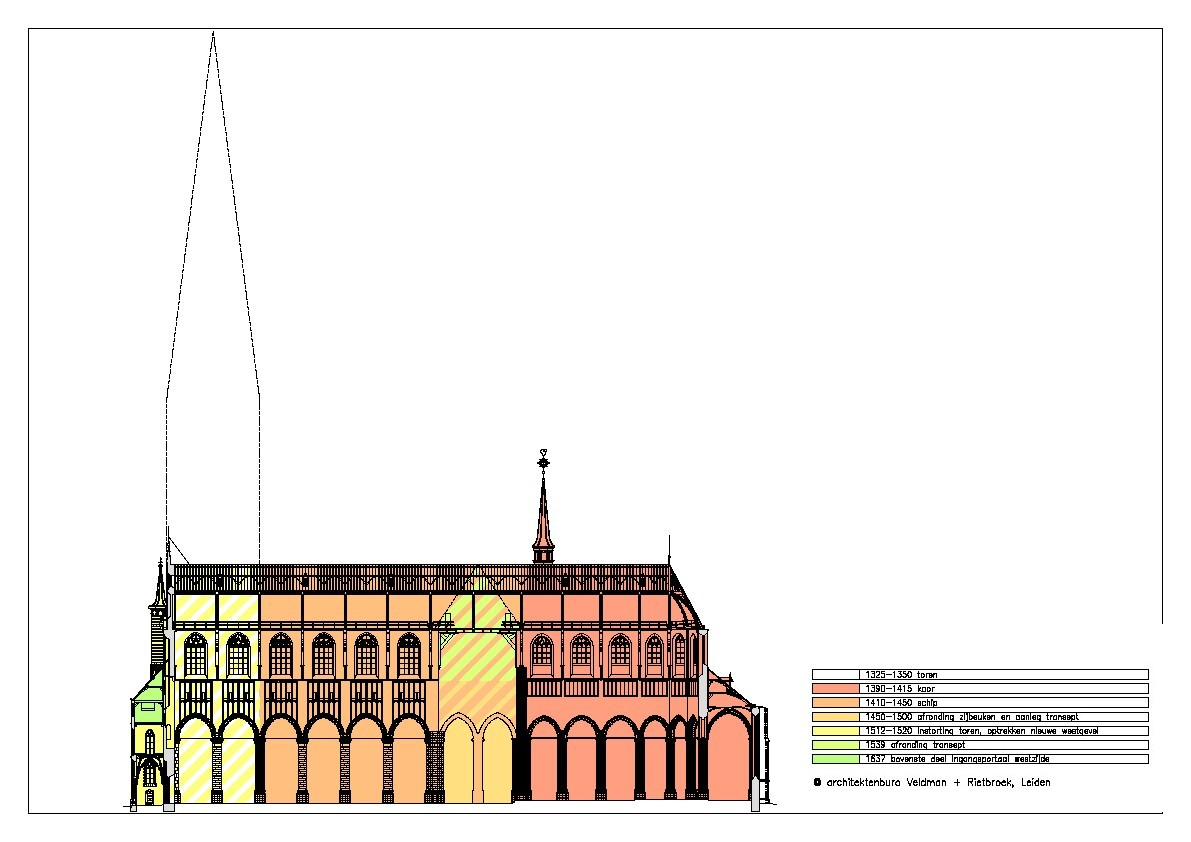
Fases de construcción de la Pieterskerk (alzado)
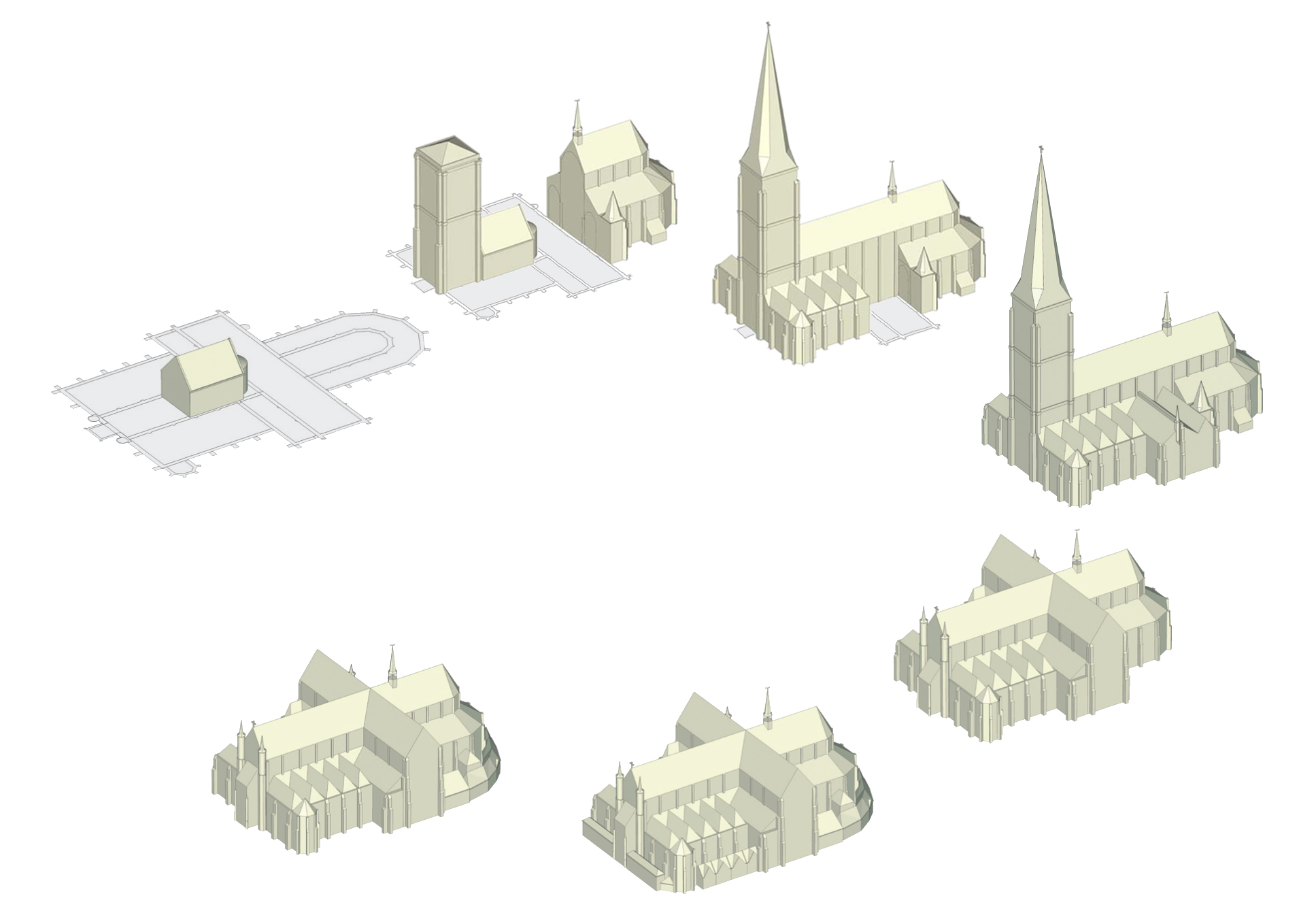
Evolución de Pieterskerk

## Enterramientos
Antes de 1811 muchas personas prominentes fueron enterrados en la Pieterskerk, como el teólogo holandés  Jacobus Arminius (conocido por el arminianismo), Herman Boerhaave, Jan Steen, Joannes de Laet y John Robinson, pastor de los Padres Peregrinos. 
Para un listado, véase la categoría en la Wikipedia en inglés: «Category:Burials at Pieterskerk, Leiden» 

## Galería de imágenes

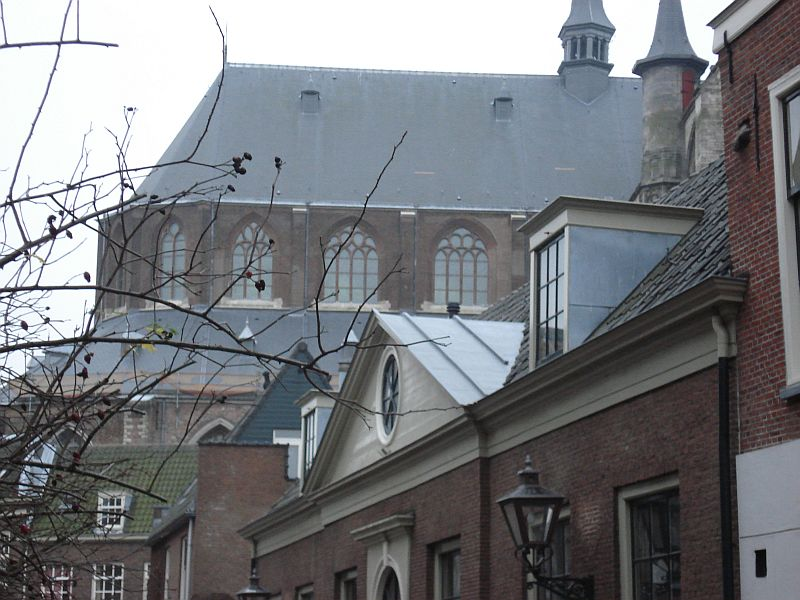
La iglesia desde la calle lateral
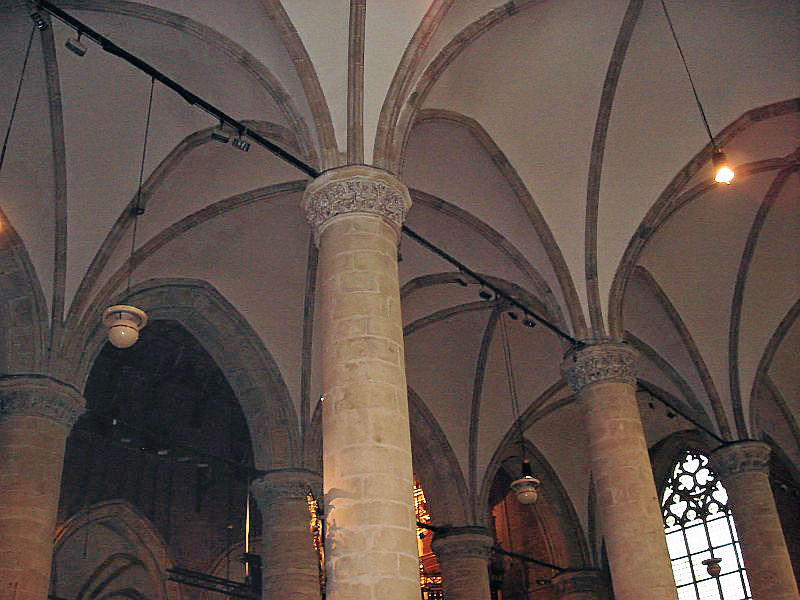
El techo abovedado
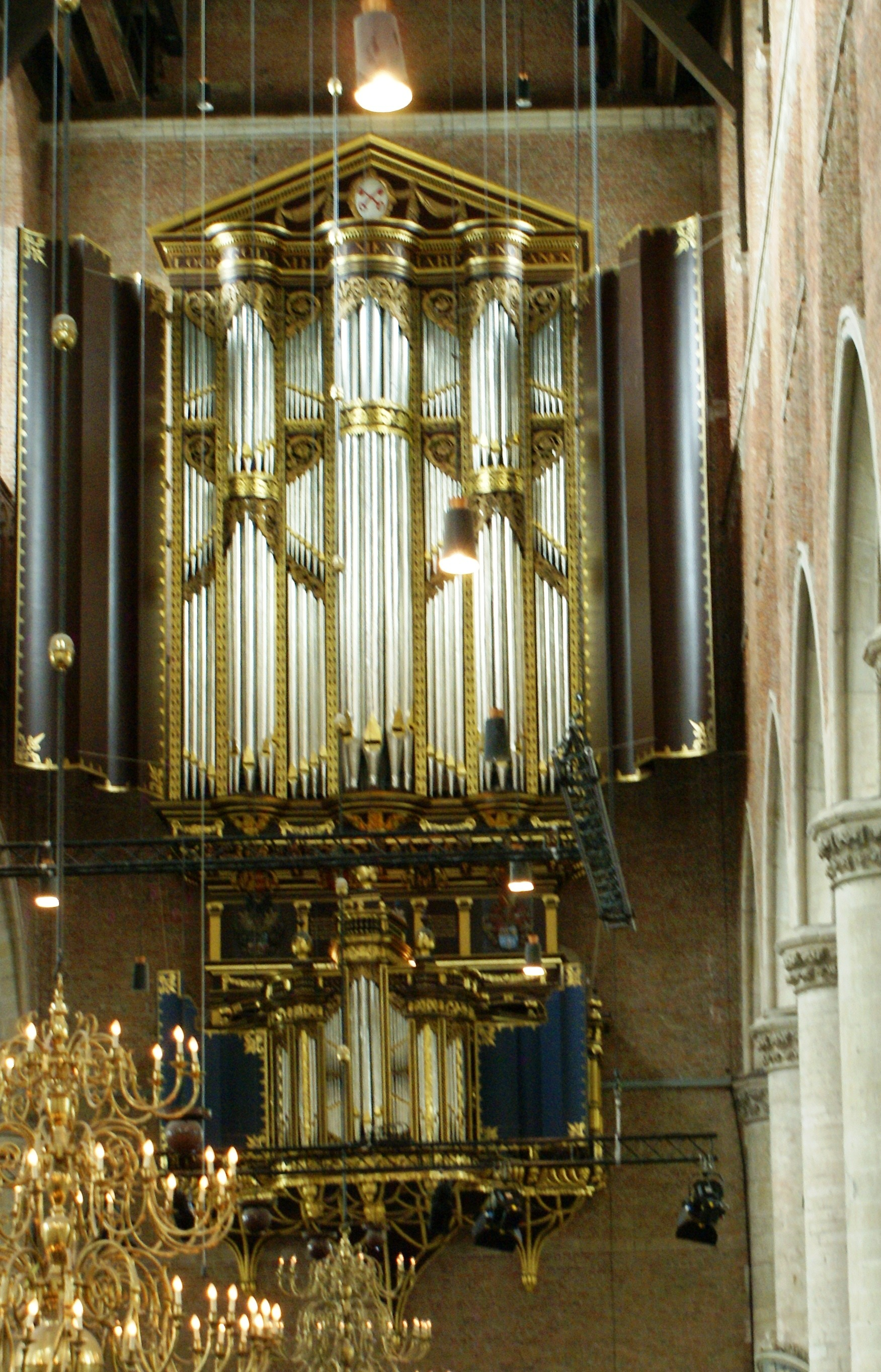
Órgano Van Hagerbeer (1643)
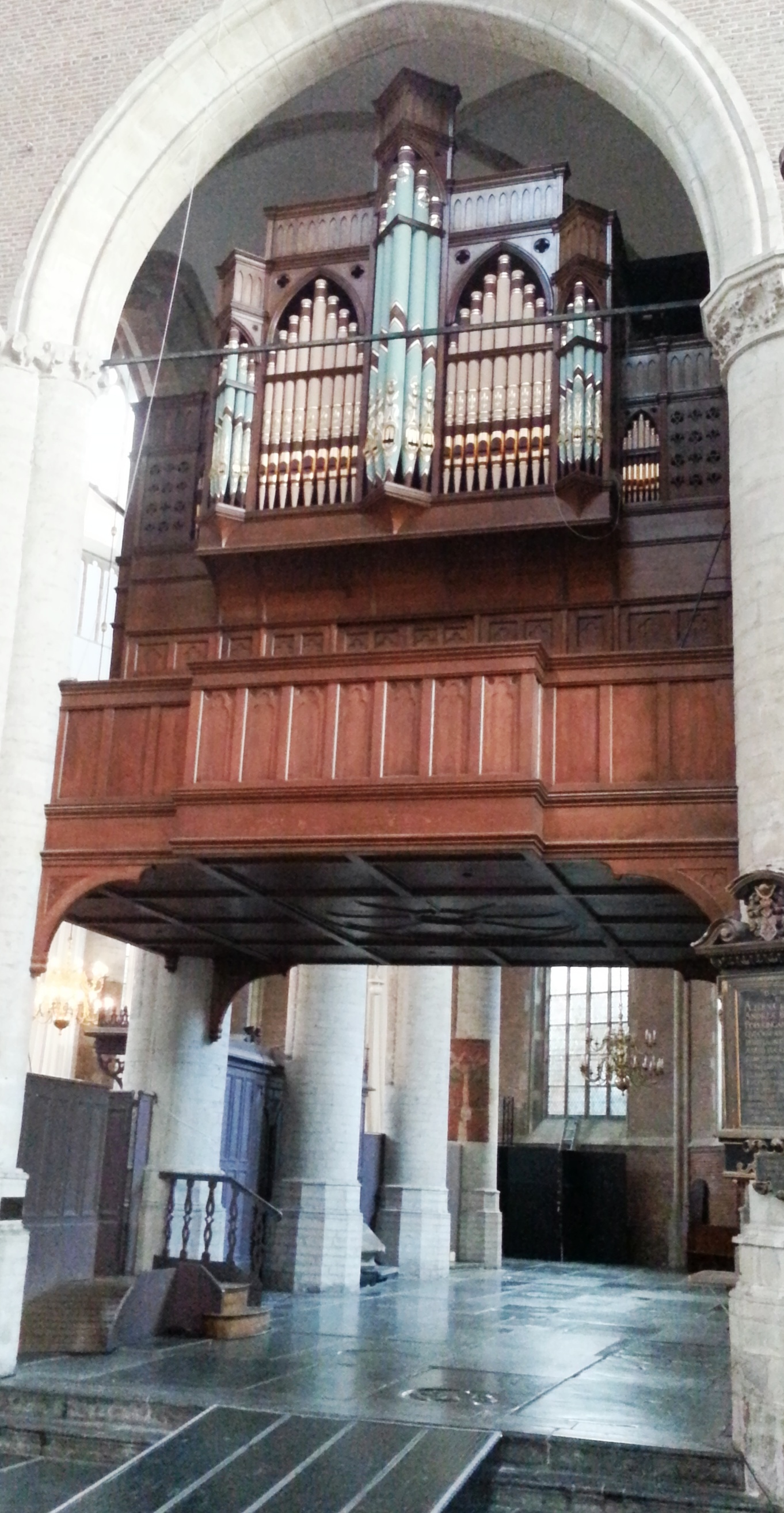
Órgano Thomas Hill (1883)
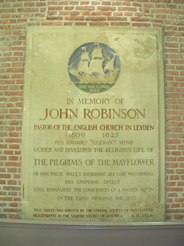
Placa a la memoria del pastor John Robinson, cerca de donde está enterrado.